# 1604 en science
| Années de la science : 1601 - 1602 - 1603 - 1604 - 1605 - 1606 - 1607    |
| Décennies de la science : 1570 - 1580 - 1590 - 1600 - 1610 - 1620 - 1630 |

Cet article présente les faits marquants de l'année 1604 en science.

## Événements

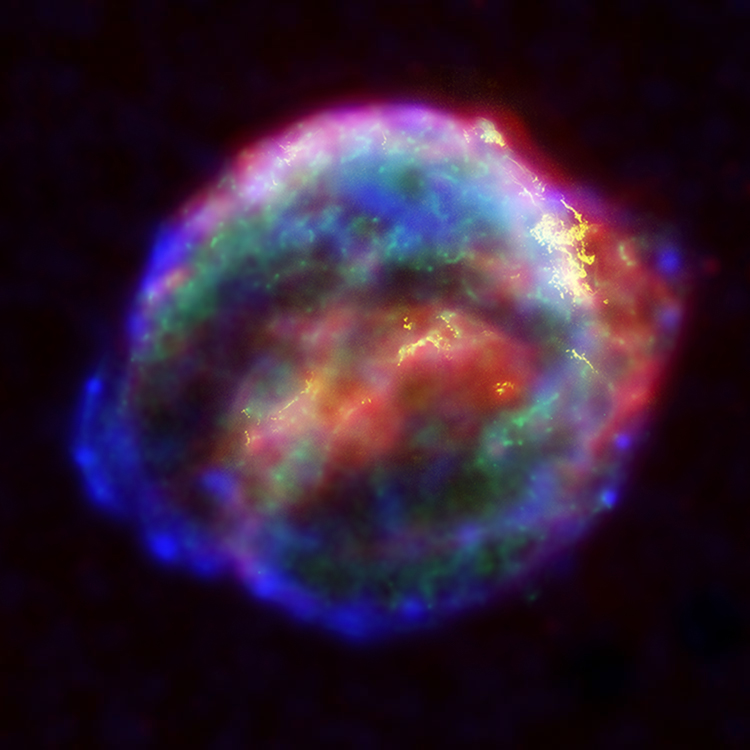
Le rémanent de supernova de SN 1604. Image NASA

- 24 janvier-15 août : voyage du Poitevin Daniel de La Touche de La Ravardière ; parti de Cancale le 24 janvier, il explore les bouches de l'Amazone (8 avril), la côte du Maranhão jusqu'au 15 avril et la rivière de Cayenne en Guyane jusqu'au 18 mai. Il est de retour à Cancale le 15 août[1].

- Juillet : Galilée met au point une pompe à eau[2] qu'il teste en septembre dans un jardin de Padoue[3].
- 1er octobre : existence attestée du Wollaton Wagonway (en), un chemin de fer terrestre construit par Huntingdon Beaumont (en) pour transporter le charbon des mines de Strelley à Wollaton Hall à l'ouest de Nottingham, en Angleterre[4].

- 9 octobre : la Supernova 1604 apparaît dans le ciel dans une direction très proche d'une conjonction planétaire Jupiter-Mars que les astronomes observaient (premières observation témoignages en Italie). Elle reste visible jusqu'en octobre 1605, et David Fabricius et Kepler font des séries de mesures pendant cette période. Kepler publie ses résultats en 1606 dans De Stella Nova in Pede Serpentarii. La Supernova est également observée en Chine[5]. Cette Supernova est maintenant connue comme la Supernova de Kepler (tout comme SN 1572 est la Nova de Tycho) ; elle reste la dernière supernova de la Voie lactée à avoir été observée jusqu'en 2006.
- 16 octobre : lettre de Galilée à Paolo Sarpi qui témoigne qu'il a découvert la loi du mouvement uniformément accéléré[6], qu'il associe à une loi des vitesses erronée[7]. Galilée formule pour la première fois sa loi fondamentale sur la chute des corps[8].
- 24 décembre : Galilée commence son observation de la nova[3].

- Le savant allemand Johannes Kepler décrit la focalisation de la lumière à l'intérieur de l'œil[9].

## Publications
- Joseph du Chesne : Ad veritatem hermeticae medicinae ex Hippocratis veterumque decretis ac therapeusi ;
- Théodore de Mayerne : Sommaire description de la France, Allemagne, Italie & Espagne, Rouen, I. Petit, 1604 ;
- Michael Sendivogius : Traité du Mercure, 1604 ;
- Luca Valerio : De centro gravitatis solidorum libri tres, Rome, 1604.
- Francis Bacon : Advancement of the science.
- Hieronymus Fabricius : De formato foetu (Sur la formation du fœtus), traité d'embryologie.
- Johannes Kepler : Astronomia pars Optica, où il explique les principes fondamentaux de l’optique moderne.

## Naissances

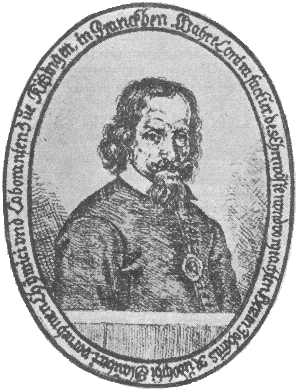
Johann Rudolf Glauber

- 10 mars : Johann Rudolf Glauber (mort en 1670), chimiste et alchimiste allemand, premier chimiste à fabriquer de l'acide chlorhydrique, découvreur du permanganate et du sulfate de sodium, qui fut baptisé d'après son nom (sel de Glauber).
- 31 août[10] : Famiano Michelini (mort en 1665), mathématicien italien.

- Jacques-Alexandre le Tenneur (mort en 1659), mathématicien et polémiste français.
- Vers 1604 :
  - Thomas Johnson (1604/5-1644) (mort en 1644 en science), botaniste britannique.
  - Claude Hardy (mort en 1678), linguiste, mathématicien et homme de loi français.
  - Bernard Frénicle de Bessy (mort en 1675), mathématicien français.

## Décès
- 5 juin : Thomas Muffet (né en 1553), médecin et naturaliste anglais, principalement connu pour l'étude des « insectes ».
- 23 novembre : Francesco Barozzi (latin : Franciscus Barocius, né en 1537), mathématicien et astronome italien. Il a  traduit plusieurs œuvres des Anciens, dont le Commentaire sur les Éléments d'Euclide de Proclus (paru à Venise en 1560), et les œuvres mathématiques de Héron d'Alexandrie, Pappus d'Alexandrie, et Archimède.
- Vers 1604 :
  - Nicolas Barnaud (né en 1539), médecin et alchimiste français.
  - Juan Fernández (né vers 1536), navigateur et explorateur espagnol qui a découvert l'archipel Juan Fernández à l'ouest de Valparaíso, sur les côtes du Chili et celles de San Félix et de San Ambrosio un peu plus au nord.